# Ангельев, Дмитрий Дмитриевич
Дмитрий Дмитриевич Ангельев (1918—1985) — советский работник сельского хозяйства, директор совхоза, Герой Социалистического Труда, кандидат сельскохозяйственных наук.

## Биография
Родился 1 августа 1918 г.
После окончания школы Ангельева тянуло к радиотехнике, но он отправился учиться на агронома — чтобы на следующий год поступить в желанное учебное заведение. Однако, заинтересовавшись сельским хозяйством, он решил перенести поступление ещё на некоторое время.
Начавшаяся Великая Отечественная война внесла свои коррективы. Как и многие другие молодые люди, Ангельев отправился в военкомат. Но ему отказали, Ангельев вернулся с повторным требованием отправить его на фронт — в военкомате ему пригрозили: «В стране не хватает квалифицированных кадров в сельском хозяйстве, некому растить хлеб для красной армии, а ты на фронт? Это же саботаж!»
В 1942 году окончил Азово-Черноморский сельскохозяйственный институт; с 1942 на работе в сельском хозяйстве Красноярского и Алтайского краев — в течение войны именно выращиванием хлеба занимался он в Алтайском краях. Здесь он стал заместителем начальника Алтайского краевого управления сельского хозяйства. Здесь же познакомился со своей будущей супругой Яниной Викентьевной Бахарь.
В ноябре 1955 года решением Совета Министров СССР и ЦК КПСС был назначен директором крупнейшего в стране зерносовхоза «Гигант» (Сальский район Ростовской области) и бессменно возглавлял его в течение 30 лет вплоть до своей трагической гибели в автокатастрофе.
Сейчас бывший совхоз носит имя Ангельева, а «Гигант» является центром сельского поселения, в которое входят 16 населенных пунктов.
Занимался общественной деятельностью. Избирался депутатом Верховного Совета РСФСР шести созывов (1963—1985).
Был членом Коммунистической партии с 1947 года, членом городского и областного комитетов КПСС, делегатом XXIII и XXIV съездов КПСС. В 1966—1971 — кандидат в члены ЦК КПСС.
В 1985 году Ангельев погиб в автокатастрофе.

## Награды
- Герой Социалистического Труда (1979).
- Награждён тремя орденами Ленина (1967, 1970, 1979), орденами Октябрьской революции (1971) и Трудового Красного Знамени (1978), «Знак Почёта» и медалями.

## Память
- В честь Героя была названа улица в совхозе и СПК «имени Ангельева».[4]
- На здании главной конторы совхоза ему была установлена памятная доска.